# بطولة إفريقيا تحت 17 سنة لكرة القدم 1997
كانت بطولة أفريقيا تحت 17 سنة لكرة القدم 1997 منافسة لكرة القدم نظمها الاتحاد الأفريقي لكرة القدم. وجرت هذه الدورة في بوتسوانا. وكان أيضا بمثابة مؤهل لبطولة العالم تحت 17 سنة في مصر، والتي تأهلت تلقائيًا كمضيف. بما أن مصر فازت بهذه البطولة، تأهلت غانا صاحبة المركز الثالث.

## وصلات خارجية
- RSSSF.com
- الاتحاد الأفريقي لكرة القدم